# 2088 Салія
2088 Салія (2088 Sahlia) — астероїд головного поясу, відкритий 27 лютого 1976 року.
Тіссеранів параметр щодо Юпітера — 3,650.